# Catoferia
Catoferia là một chi thực vật có hoa trong họ Hoa môi (Lamiaceae).

## Loài
Chi Catoferia gồm các loài: